# Cristalização

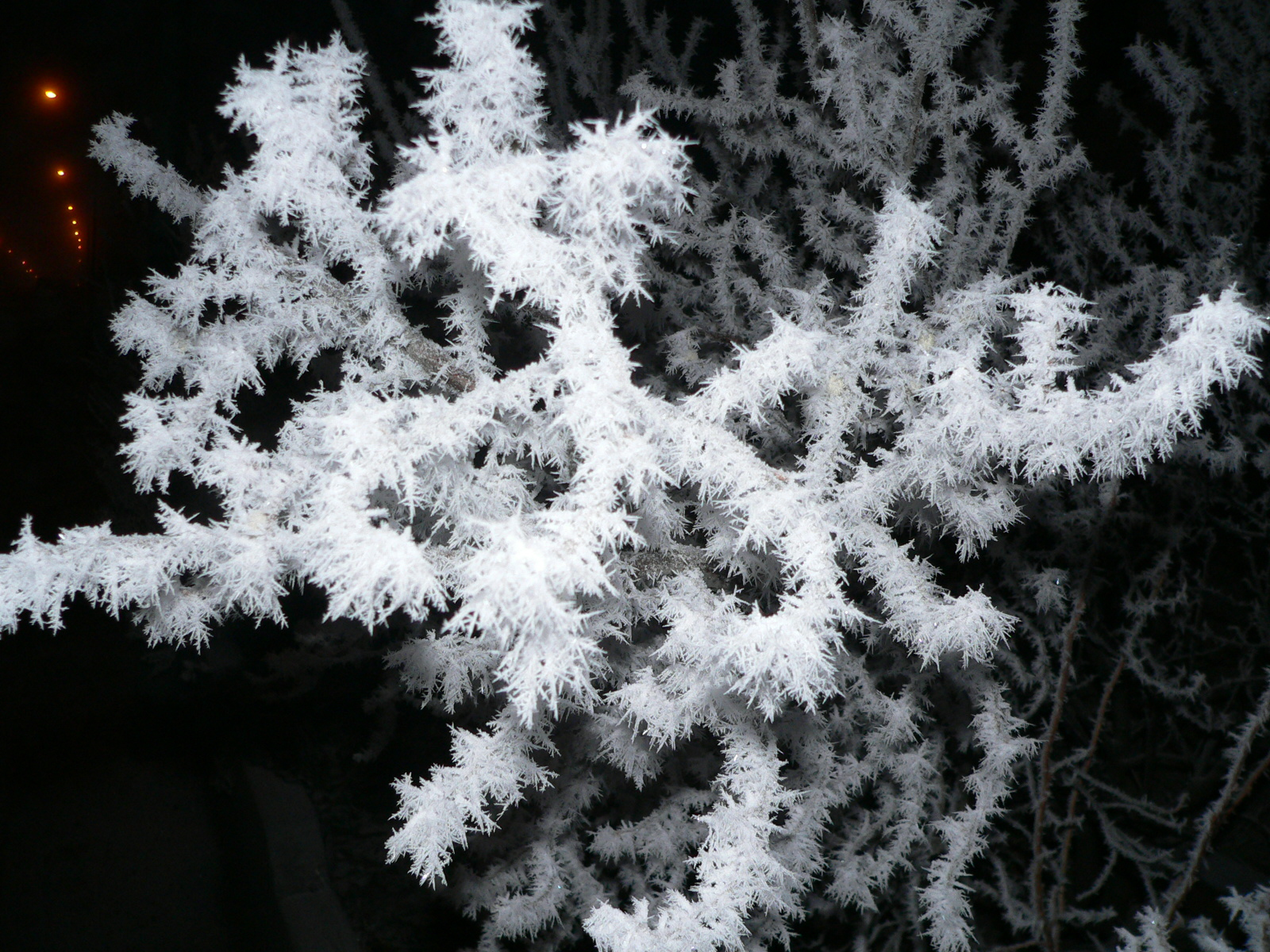
Arbusto com gelo

De forma simplificada, a cristalização é o processo pelo qual uma forma sólida é resultado de átomos ou moléculas extremamente organizadas em uma estrutura conhecida como cristal. Os cristais podem se formar simplesmente a partir da precipitação de uma solução, do congelamento e, raramente, da deposição direta de um gás. Muitos são os fatores entrelaçados ao processo de cristalização, tais como a temperatura, pressão atmosférica e, no caso de cristais líquidos, do tempo de evaporação do fluido.
A cristalização ocorre em duas principais etapas. A primeira, chamada de nucleação, se dá a partir da supersaturação do solvente ou da resfriamento da solução. Sequencialmente ocorre a segunda etapa, chamada de crescimento cristalino, na qual o cristal começa a crescer até chegar em sua forma final. Nesta etapa, pode ocorrer de partículas soltas se depositarem sobre o cristal formando assim poros, rachaduras etc.

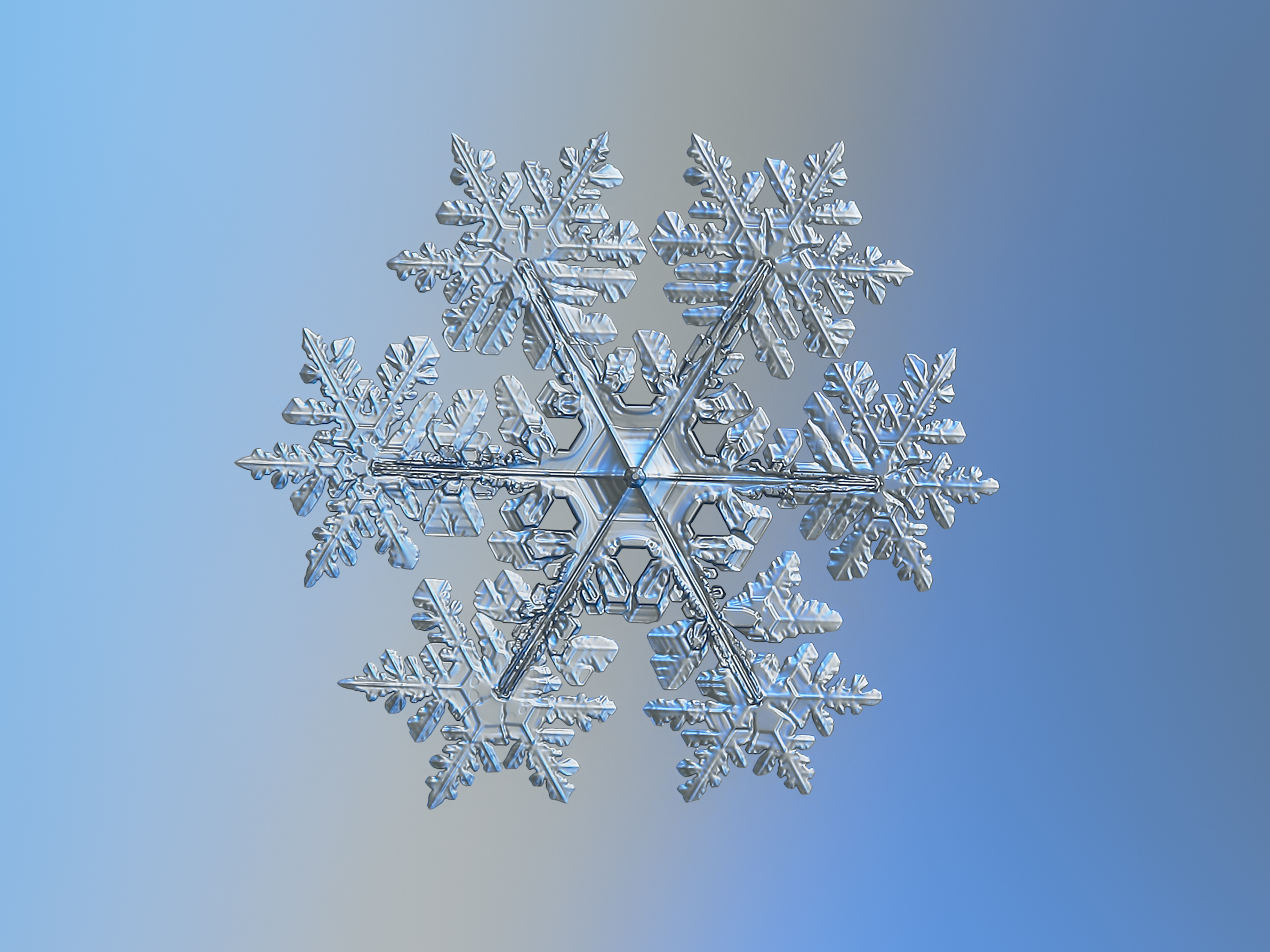
Floco de neve formado a partir da cristalização da água

Grande parte dos minerais e moléculas orgânicas mais simples se cristalizam e recristalizam facilmente sem deteriorar a qualidade dos cristais formados e sem demonstrar defeitos visíveis. Em contrapartida, as moléculas orgânicas mais complexas comumente apresentam dificuldade de cristalização. A maneira como ocorrerá a cristalização está ligada diretamente à força atômica (no caso de substâncias minerais), forças intermoleculares e forças intramoleculares (no caso de compostos orgânicos e bioquímicos).
A cristalização também é empregada como técnica para separar com segurança os componentes de misturas homogêneas constituídas por sólidos dissolvidos em líquidos. Se o aglomerado não atinge a estabilidade necessária ele redissolve. Também se pode relacionar a cristalização com a precipitação, porém, diferentemente, o resultado da cristalização é o cristal de estrutura ordenada e organizada.
Popularmente, formas cristalinas estão presentes no cotidiano das pessoas, seja como itens para consumo humano, como resultado de fenômenos atmosféricos, geológicos e da produção sintética de cristais. Um grande exemplo de cristalização, é a precipitação ordenada e estruturada da água em gelo formando os flocos de neve.

## Formação de cristais
O processo de cristalização consiste em dois eventos principais, nucleação e crescimento de cristal, que são impulsionados por propriedades termodinâmicas e também por propriedades químicas. Na cristalização, a nucleação é a etapa em que as moléculas de soluto ou átomos dispersos no solvente começam a se reunir em aglomerados, na escala microscópica (elevando a concentração do soluto em uma pequena região), que se tornam estáveis nas atuais condições de operação. Esses aglomerados estáveis constituem os núcleos. Portanto, os aglomerados precisam atingir um tamanho crítico para se tornarem núcleos estáveis. Esse tamanho crítico é ditado por muitos fatores diferentes (temperatura, supersaturação, etc.). É no estágio de nucleação que os átomos ou moléculas se organizam de uma maneira definida e periódica que define a estrutura do cristal - observe que "estrutura do cristal" é um termo especial que se refere ao arranjo relativo dos átomos ou moléculas, não o macroscópico propriedades do cristal (tamanho e forma), embora sejam resultado da estrutura interna do cristal.
O crescimento do cristal é o aumento subsequente do tamanho dos núcleos que conseguem atingir o tamanho crítico do aglomerado. O crescimento do cristal é um processo dinâmico que ocorre em equilíbrio, onde as moléculas de soluto ou átomos precipitam da solução e se dissolvem de volta na solução. A supersaturação é uma das forças motrizes da cristalização, pois a solubilidade de uma espécie é um processo de equilíbrio quantificado por Ksp. Dependendo das condições, a nucleação ou o crescimento podem ser predominantes sobre o outro, ditando o tamanho do cristal.
Muitos compostos têm a capacidade de cristalizar, alguns com estruturas cristalinas diferentes, fenômeno denominado polimorfismo. Certos polimorfos podem ser metaestáveis, o que significa que embora não esteja em equilíbrio termodinâmico, é cineticamente estável e requer alguma entrada de energia para iniciar uma transformação para a fase de equilíbrio. Cada polimorfo é de fato um estado sólido termodinâmico diferente e os polimorfos de cristal do mesmo composto exibem diferentes propriedades físicas, como taxa de dissolução, forma (ângulos entre facetas e taxas de crescimento de faceta), ponto de fusão, etc. Por esta razão, o polimorfismo é de grande importância na fabricação industrial de produtos cristalinos. Além disso, as fases do cristal podem, às vezes, ser interconvertidas por vários fatores, como a temperatura, como na transformação de fases anatase em rutilo do dióxido de titânio.

### Principais processos de cristalização
Alguns dos fatores importantes que influenciam a solubilidade são:
- Concentração
- Temperatura
- Composição da mistura de solvente
- Polaridade

- Força iônica

Assim, pode-se identificar duas famílias principais de processos de cristalização:
- Cristalização por resfriamento
- Cristalização evaporativa

Esta divisão não é muito clara, pois existem sistemas híbridos, onde o resfriamento é realizado por evaporação, obtendo-se ao mesmo tempo uma concentração da solução.
Um processo de cristalização frequentemente referido na engenharia química é a cristalização fracionada. Este não é um processo diferente, mas sim uma aplicação especial de um (ou ambos) dos anteriores.

## Objetivos

### Separação de Misturas
Um dos objetivos em fazermos processos de cristalização é separar misturas ou isolar um produto em sua forma sólida. Este processo ocorre de forma contraria a destilação fracionada. Na cristalização fracionada algumas substâncias com ponto de fusão ousolubilidades diferentes podem ser separadas. Ao reduzir a temperatura da mistura, o composto com ponto de fusão mais alto ou solubilidade mais baixa começa a cristalizar, separando-se dos demais.

### Estudo da estrutura de compostos
A geometria regular dos cristais facilita o estudo da forma de compostos por meio da difração de raio X . Esta última ocorre de acordo com o padrão do cristal, de modo que cristais maiores e mais puros incitam desvios mais regulares dos raios X. Ao analisar os ângulos produzidos destes desvios, é possível descobrir a forma tridimensional da substância que compõe o cristal. Este estudo é importante para descobrir a forma de proteínas e entender a função das mesmas na natureza.

### Alteração de propriedades físicas
A forma como substâncias se ligam umas às outras influencia as propriedades físicas do material. A padronização da forma de ligação entre substâncias que ocorre em cristais pode ser explorada para modificar a propriedades mecânicas de polímeros, por exemplo.

## Na natureza
O processo de cristalização pode ocorrer de diferentes maneiras na natureza. Pode-se tomar como exemplo, os cristais e minerais formados a partir da ação geológica, as estalactites e estalagmites, os flocos de neve formados a partir da cristalização da água em gelo, além de também ocorrer naturalmente no mel e outros.

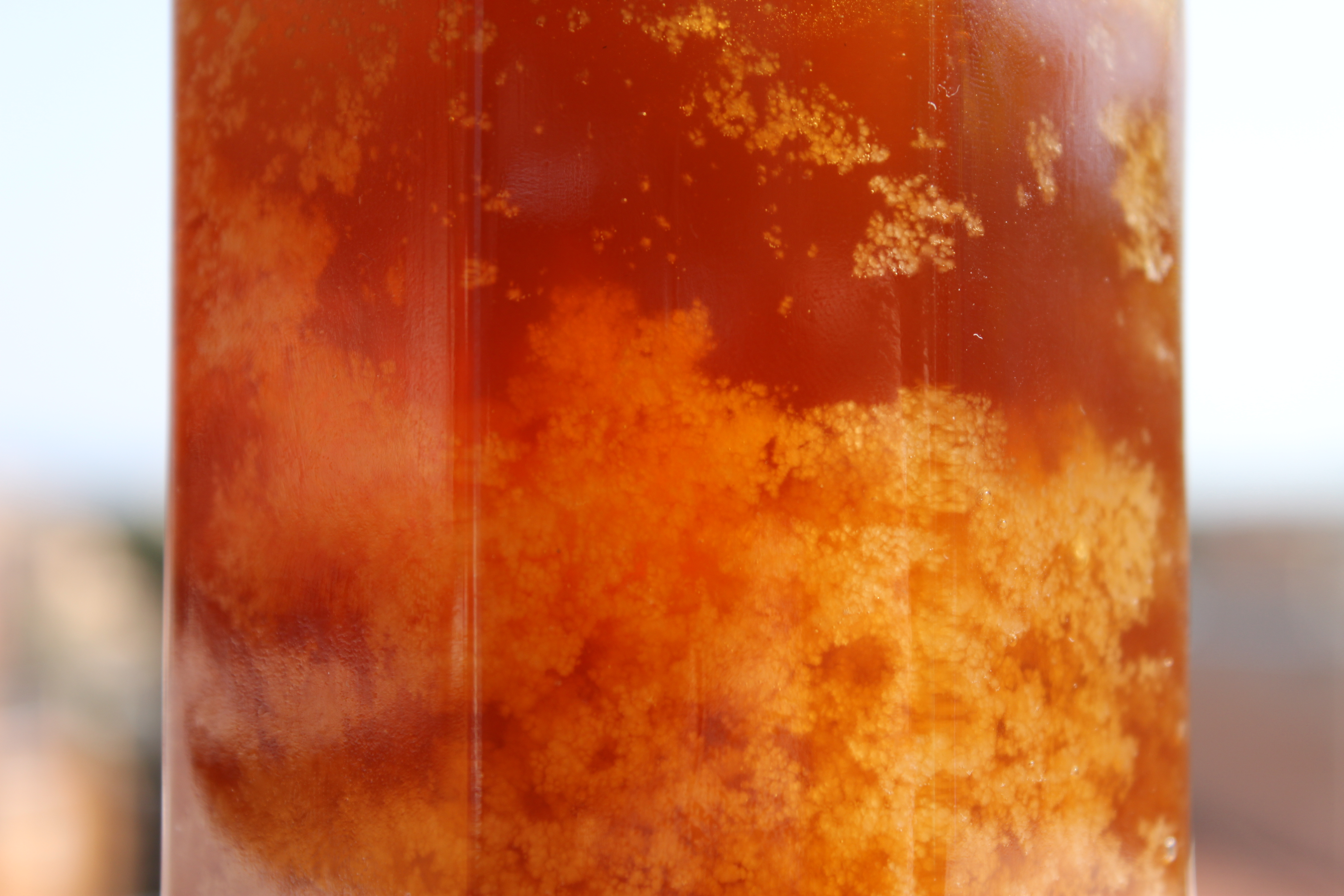
Cristais formados no mel

## Métodos de cristalização
As formações cristalinas são caracterizadas de duas formas distintas, a primeira, proveniente de cristalizações salinas entre a combinação de cátions e ânions, como por exemplo o cloreto de sódio, mais conhecido como sal de cozinha. A segunda, por sua vez, diz respeito às formações resultantes da cristalização de compostos sem carga, sendo o mentol um exemplo disso.
Há diversas técnicas para atingir a cristalização de uma substância, dentre elas estão: resfriamento, evaporação, adição de solventes que diminuem a solubilidade do soluto, sublimação, troca de cátions ou ânions, supersaturação da solução etc. Vale ressaltar que a supersaturação de uma solução não garante que haja a cristalização da substância que se deseja.
Usualmente em laboratórios, a técnica de recristalização é utilizada para a obtenção de cristais. Tal técnica consiste na solubilização parcial em altas temperaturas de um determinado soluto para obter uma solução soluto-solvente supersaturada. Ainda quente, a solução é filtrada para remover impurezas insolúveis e, sequencialmente, é resfriada de maneira gradativa. Com o resfriamento, os cristais tornam a surgir e posteriormente são filtrados e lavados com um solvente no qual não haja sua solubilização. O processo de lavagem é refeito de acordo com a pureza dos cristais que se deseja obter.

## Cristalização no dia-a-dia
Um das formas de observamos a cristalização no cotidiano é através da sobrefusão de líquidos domésticos. A sobrefusão é um estado instável de um líquido resfriado abaixo de sua temperatura de fusão. Dada esta instabilidade, perturbações pequenas no líquido podem fazer com que ele cristalize rapidamente. A sobrefusão pode ser atingida ao reduzir lentamente a temperatura de um líquido em um ambiente sem perturbações. Este efeito pode ser obtido ao colocarmos água, refrigerantes e cervejas dentro de freezers domésticos. É possível observar a olho nu o crescimento de cristais produzidos a partir da perturbação de um estado de sobrefusão, basta que o recipiente do líquido seja transparente.
Você também pode produzir cristais de sais na sua própria cozinha através dasupersaturação. A supersaturação ocorre quando a concentração de um soluto está acima de sua concentração de equilíbrio em um determinado solvente. Para produzir cristais de sal, você pode utilizar sal de cozinha como soluto e água como solvente. É preciso esquentar a água em uma panela e adicionar o sal. Adicione-o até o ponto em que ele pare de dissolver e comece a acumular no fundo da panela. Em seguida, transfira a água quente com sal para outro recipiente, evitando que o sal não dissolvido também seja transferido. Por fim, é necessário submergir um pedaço de barbante na água quente, mantendo-o esticado. Deixe esse sistema em um ambiente livre de perturbações. Após alguns dias, será possível observar cristais de sal se formados em volta do barbante.
É possível também observar a formação de cristais por meio da evaporação. Será necessário um recipiente com água e sal, este último totalmente dissolvido. O recipiente deverá ficar aberto e em um ambiente livre de perturbações. Ao passar do tempo, a água irá evaporar de forma que haja um aumento da concentração de sal. E então, os cristais começarão a se formar. Para acelerar o processo de evaporação é recomendado aumentar a superfície da água em contato com o ar, escolhendo um recipiente com uma grande área de superfície.

## Usos linguísticos
Conceitos físicos costumam ser empregados em outras áreas do conhecimento como metáforas para certos comportamentos ou eventos. Exemplos incluem:
- A modernidade liquida (termo cunhado pelo sociólogo Zygmunt Bauman);
- O uso de pressão, válvulas e outros conceitos de hidráulica para se referir ao corpo humano;[6]
- O uso de circuitos e algoritmos para se referir funcionamento do cérebro humano.[7]

De forma similar, a cristalização foi utilizada por Sigmund Freud na explicação psicanalítica da aquisição de novos sintomas de histeria e outras neuroses psicogênicas. Analogamente à forma como cristais crescem por adição de novas unidades sobre uma forma já estabelecida, Freud buscou explicar que novos sintomas em um paciente não surgem de forma aleatória, mas estão relacionados a presença de sintomas prévios. Ele conclui também que estes sintomas devem ser tratados inicialmente, até que se chegue a origem, assim como um cristal dissolvesse-se de sua superfície até o núcleo. Apesar da utilidade do conceito para certas explicações, este modelo foi gradualmente substituído por teorias psicodinâmicas mais flexíveis.

## Cristalização na mídia
Na serie Breaking Bad de Vince Gilligan, o protagonista, que era um grande químico acusa seus ex-sócios da Gray Matter Tecnologies de terem causado um prejuízo bilionário a ele, pois ele tinha vendido sua parte na pesquisa sobre cristalização por poucos milhares de dólares. Na serie Walter White  ainda faz alusão ao caso de Tracy Hall o inventor dos Diamante sintético, e a ele ter vendido a formula a General Motors por um titulo de 10 dólares.